# شاندرو ميوريس
شاندرو ميوريس (بالفرنسية: Xandro Meurisse)‏ (و. 1992  م) هو راكب دراجة هوائية بلجيكي، ولد في كورتريك، شارك في طواف فرنسا 2019.

## سجل الفوز

### سباقات أو مراحل فاز بها
| التاريخ        | السباق                              | المركز                                         |
| -------------- | ----------------------------------- | ---------------------------------------------- |
| 29 يونيو 2014  | 2014 Dwars door de Vlaamse Ardennen |                                                |
| 13 سبتمبر 2015 | طواف بريطانيا 2015                  | العاشر في التصنيف العام                        |
| 08 مايو 2016   | أربعة أيام من دونكيرك 2016          | الثالث في التصنيف العام                        |
| 22 يونيو 2016  | هالي إنجويجم 2016                   | المرتبة 20 في التصنيف العام                    |
| 27 يوليو 2016  | طواف فالوني 2016                    | السابع في التصنيف العام                        |
| 28 أغسطس 2016  | شال سيلس مركسم 2016                 | الخامس في التصنيف العام                        |
| 11 سبتمبر 2016 | طواف بريطانيا 2016                  | الأول في تصنيف الجبال، السابع في التصنيف العام |
| 24 سبتمبر 2016 | طواف إيميليا 2016                   | المرتبة 14 في التصنيف العام                    |
| 25 سبتمبر 2016 | 2016 Gran Premio Bruno Beghelli     | المرتبة 18 في التصنيف العام                    |
| 01 أبريل 2017  | فولتا ليمبورغ الكلاسيكي 2017        | الثاني في التصنيف العام                        |
| 07 أبريل 2017  | حلبة دي لا سارث 2017                | السادس في التصنيف العام                        |
| 10 يونيو 2017  | 2017 Dwars door de Vlaamse Ardennen |                                                |
| 23 أغسطس 2017  | دريفينكويرز أوفيريجز 2017           |                                                |
| 30 أغسطس 2017  | 2017 Stadsprijs Geraardsbergen      | الفائز في التصنيف العام                        |
| 06 أبريل 2018  | سباق حلبة دي لا سارث 2018           |                                                |
| 29 أغسطس 2018  | دريفينكويرز أوفيريجز 2018           | الفائز في التصنيف العام                        |
| 05 أكتوبر 2018 | 2018 Zwevezele Koers                |                                                |
| 15 فبراير 2020 | فولتا مورسيا 2020                   | الفائز في التصنيف العام                        |
| 01 سبتمبر 2021 | 2021 Stadsprijs Geraardsbergen      | الفائز في التصنيف العام                        |
| 13 أكتوبر 2021 | 2021 Giro del Veneto                | الفائز في التصنيف العام                        |
| 16 أكتوبر 2024 | 2024 Giro del Veneto                |                                                |
| 20 أكتوبر 2024 | 2024 Veneto Classic                 |                                                |

## روابط خارجية
- شاندرو ميوريس على موقع الاتحاد الدولي للدراجات (الإنجليزية)
- شاندرو ميوريس على موقع أرشيف الدراجات (الإنجليزية)
- شاندرو ميوريس على موقع إحصائيات الدراجات الإحترافية (الإنجليزية)
- شاندرو ميوريس على موقع نسبة الدراجات (الإنجليزية)
- شاندرو ميوريس على موقع CycleBase (الإنجليزية)